# Grad Motnik
Grad Motnik (nemško Obermottnickh) je bil srednjeveški grad, ki je stal na griču nad Motnikom.  Razvalina je sedaj močno zaraščena, vidni so ostanki pregradja in obzidja.

## Zgodovina
Grad so zgradili Motniški gospodje oziroma je bil rodni grad vitezov Motniških. Pisni viri grad prvič omenjajo 1340 kot "vest ze Moetnik"; leta 1430 kot "turn zu Mottnikh", leta 1564 pa kot "gschloss". Postavljen je bil  zaradi varnejšega prehoda  skozi Tuhinjsko dolino. Tudi Valvasor omenja, da je bil dedna last Motniških gospodov, ki pa so v 15. stoletju izumrli. Grad in gospostvo s trgom je tako pripadlo deželnemu knezu ali  Habsburžanom, ki so ga najprej zastavili  gospodom Ptujskim , nato pa plemičem Gallom. Po letu 1564 so bili lastniki: Janez Haldenberger iz Hrastovca, gospodje Lambergi, Hallensbergi, ter Janez in Ludvik pl. Sauerja. Po letu 1584 do 1608 je bil lastnik Gregor Zurler, ki ga je navedenega leta prodal Zofiji pl. Apfaltrer. Podobo iz srede 17. stoletja nam je ohranil Valvasor. Slika kaže grad z obzidjem.
Grad je leta 1760 pogorel, vendar so ga popravili. Sorodniki Apfaltrerjev, Scarlichiji oz. Bardariniji so ga opustili in pustili propasti. Gospostvo pa so konec 18. stoletja prodali več deset kmetom, razrušen grad pa je leta 1834 kupil Matevž Križnik.

## Grad danes
Razvaline gradu leže na griču nad Motnikom. Grajski kompleks sestavljata dva dela. Jugozahodni del ima v tlorisu ohranjen razpored prostorov. V severozahodnem delu pa so vidni ostanki okroglega stolpa. Med obema deloma razvalin je neizrazit obrambni jarek.